# Röd Höstkalvill
Röd höstkalvill är en äppelsort vars skal mestadels är av en röd intensiv röd färg. Köttet är körsbärsrött (Skalets färg missfärgas dock snabbt till brunt), och äpplet passar bäst i köket. Blomningen på detta äpple är tidig, och äpplet pollineras av äpplen med samtidig blomning. Till storleken är Röd Höstkalvill medelstor. Formen är den klassiska för en kalvill, knölig och åsig. Äpplet mognar, och kan plockas, omkring septembers slut och till oktobers början. Äpplet är historiskt sett först känt under medeltiden, i Sverige sedan 1700-talet. I Sverige odlas Röd höstkalvill gynnsammast i zon I-III.